# Сопото
Сопото (на гръцки: Ποταμιά) е река в Егейска Македония, Гърция, ляв приток на Бистрица (Алиакмонас).
Реката извира в Червена гора (Вуринос), като се образува от серия потоци, извиращи северно под връх Факьоло (1115,9 m) и южно под връх Аеторахи (1257 m). Тече на запад и носи името Сопото. Южно от село Пилори се казва Палиопилора. Североизточно от Итеа приема левия си приток Цамудес. Влива с е в Бистрица северозападно от Агапи под името Потамия или Казания.